# Carl Gustav Axel Harnack
Carl Gustav Axel Harnack (Tartu, 7 de maio de 1851 — Dresden, 3 de abril de 1888) foi um matemático alemão.
Contribuiu para a teoria do potencial. A desigualdade de Harnack é aplicada a funções harmônicas. Ele também trabalhou com geometria algébrica real de curvas planas, provando o teorema da curva de Harnack para curvas algébricas planas reais.
Filho do teólogo Theodosius Harnack e irmão gêmeo do teólogo Adolf von Harnack (que viveu mais de 40 anos que ele), todos de Tartu, atualmente Estônia.

## Livros
- Die Grundlagen der Theorie des logarithmischen Potentiales und der eindeutigen Potentialfunktion in der Ebene (Teubner, 1887)
- An introduction to the study of the elements of the differential and integral calculus  Cathcart, George Lambert, tr. (Williams and Norgate, 1891)